# Chengxiang (köping i Kina, Guangxi, lat 24,53, long 111,31)
Chengxiang (kinesiska: 城厢镇, 城厢) är en köping i Kina. Den ligger i den autonoma regionen Guangxi, i den södra delen av landet, omkring 360 kilometer nordost om regionhuvudstaden Nanning.
Genomsnittlig årsnederbörd är 2 260 millimeter. Den regnigaste månaden är juni, med i genomsnitt 376 mm nederbörd, och den torraste är oktober, med 44 mm nederbörd.